# Puntarenas Chacarita Airport
Puntarenas Chacarita Airport är en flygplats i Costa Rica.   Den ligger i kantonen Cantón Central de Puntarenas och provinsen Puntarenas, i den västra delen av landet, 80 km väster om huvudstaden San José. Puntarenas Chacarita Airport ligger 2 meter över havet.
Terrängen runt Puntarenas Chacarita Airport är platt åt nordväst, men österut är den kuperad. Havet är nära Puntarenas Chacarita Airport åt sydväst.  Närmaste större samhälle är Chacarita, 0,75 km väster om Puntarenas Chacarita Airport. 